# Isla de Silhouette
La isla de Silhouette se halla a 20 km al noroeste de Mahé en Seychelles. Es la tercera isla más grande de Seychelles. Tiene un área de 20 km² y 135 habitantes. El asentamiento principal es La Passe, donde hay un hotel para los visitantes. Su nombre le viene dado por Étienne de Silhouette (1709-1767), ministro francés de finanzas bajo el reinado de Luis XV.
La isla es montañosa, con cinco picos de más de 500 metros de altitud; Mont Dauban (740 m), Mont-Pot-a-Eau (621 m), Gratte Fesse (515 m), Mont Corgat (502 m) y Mont Cocos Marrons (500 m). Esto hace que sea el paisaje más agreste de las islas.
Desde el siglo XIX hasta 1960 la isla fue poseída por la familia Dauban, de Isla Mauricio, que plantaron árboles frutales y palmas de coco. La casa de la plantación de Dauban se ha restaurado recientemente.
La isla de Silhouette se sitúa dentro de un parque nacional Marítimo-Terrestre, que se dedica a la protección del medio ambiente. Es uno de los lugares más ricos en biodiversidad del océano Índico occidental con muchas especies endémicas y amenazadas de plantas y del animales.
La isla tiene un gran área de bosque primitivo, dónde crían los murciélagos de las Seychelles. Es, además, un área importante para las aves y es considerada por la Alianza para la Extinción Cero  como un sitio importante para la supervivencia de especies en peligro. El Nature Protection Trust of Seychelles, encargado de la conservación en las islas, tiene un centro de crianza para tortugas gigantes de Seychelles y tortugas gigantes de Arnold. En diciembre de 2006, esta última especie fue reintroducida en el medio natural.
En la isla circulan distintas historias y leyendas, como la de contener antiguos sepulcros medievales de marineros árabes (aunque se han datado en tan solo unos 200 años), o la de tener enterrado el tesoro del pirata Jean-François Hodoul.